# Astronomija u 2019.
◄◄ | ◄ | 2016. | 2017. | 2018. | 2019.  | 2020. | 2021. | 2022. | ► | ►►
Arhitektura • Astronautika • Astronomija • Biologija • Film • Fotografija • Glazba • Kazalište • Kemija • Kiparstvo • Knjige • Književnost • Kršćanstvo • Meteorologija • Medicina • Planinarstvo • Politika • Pravo • Promet • Slikarstvo • Strip • Šport • Televizija • Znanost • Zrakoplovstvo • Željeznički promet
Astronomija u 2019.

## Astronomske pojave
- 6. siječnja − djelomična pomrčina Sunca[1]
- 2. srpnja − potpuna pomrčina Sunca[1]
- 26. prosinca − prstenasta pomrčina Sunca[1]

## Vanjske poveznice
|  | Zajednički poslužitelj ima još gradiva o temi Astronomija u 2019. |